# NGC 6015
NGC 6015 (другие обозначения — UGC 10075, IRAS15506+6227, MCG 10-23-3, ZWG 319.28, ZWG 298.3, KARA 710, PGC 56219) — спиральная галактика (Sc) в созвездии Дракон.
Этот объект входит в число перечисленных в оригинальной редакции «Нового общего каталога».